# Stuck (Leprous)
Stuck è un singolo del gruppo musicale norvegese Leprous, pubblicato il 28 luglio 2017 come secondo estratto dal quinto album in studio Malina.

## Descrizione
Seconda traccia dell'album, Stuck è un brano rock progressivo caratterizzato da un'introduzione punk rock e influenzato da vari elementi elettronici, con una presenza costante del violoncello e di altri strumenti ad arco.

## Video musicale
Il video, diretto da Troll Toftenes e girato al Sekkefabrikken Kulturhus di Slemmestad, è stato reso disponibile in concomitanza con il lancio del singolo attraverso il canale YouTube della Inside Out Music e mostra il gruppo eseguire il brano sul palco.

## Tracce
1. Stuck (Radio Edit) – 4:13

## Formazione
Gruppo
- Einar Solberg – voce, tastiera
- Tor Oddmund Suhrke – chitarra
- Robin Ognedal – chitarra
- Simen Børven – basso
- Baard Kolstad – batteria

Altri musicisti
- Raphael Weinroth-Browne – violoncello, strumenti ad arco

Produzione
- David Castillo – produzione, registrazione
- Fredrik Klingwall – produzione tastiera
- Jens Bogren – missaggio
- Tony Lindgren – mastering
- Linus Corneliusson – montaggio